# Ioana de Navara
Ioana de Navara (c. 1370 – 10 iunie 1437) a fost ducesă consort de Bretania și regină consort a Angliei. A fost regentă a Bretaniei din 1399 până în 1403 în timpul minoratului fiului ei. A fost fiica regelui Carol al II-lea de Navara și a reginei Joan de Valois. Prin căsătorii a devenit ducesă consort de Bretania și mai târziu, regină consort a Angliei ca a doua soție a regelui Henric al IV-lea al Angliei.

## Prima căsătorie; Ducesă de Bretania
La 2 octombrie 1386, Joanna s-a căsătorit cu primul ei soț, Ioan al V-lea, Duce de Bretania. Ei au avut nouă copii:
- Joan de Bretania (Nantes, 12 august 1387 – 7 decembrie 1388)
- o fiică (1388)
- Ioan al VI-lea, Duce de Bretania (1389–1442)
- Marie de Bretania (Nantes, 18 februarie 1391 – 18 decembrie 1446), Lady de La Guerche, căsătorită la Château de l'Hermine la 26 iunie 1398 cu John I de Alençon
- Margaret de Bretania(1392 – 13 aprilie 1428), Lady de Guillac, căsătorită la 26 iunie 1407 cu Alain IX, viconte de Rohan și conte de Porhoët (d. 1462)
- Arthur al III-lea, Duce de Bretania (Château de Succinio, 24 august 1393 – 26 decembrie 1458, Château Nantes)
- Gilles de Bretania (1394 – 19 iulie 1412, Cosne-sur-Loire), Lord de Chantocé și Ingrande
- Richard de Bretania (1395 – 2 iunie 1438, castelul de Clisson), conte de Benon, conte de Étampes și Mantes, căsătorit în 1423 cu Margaret d'Orléans, contesă de Vertus, fiica lui Louis de Valois, Duce de Orléans
- Blanche de Bretania (1397 – după 1419), căsătorită la Nantes la 26 iunie 1407 cu Ioan al IV de Armagnac

## A doua căsătorie: regină a Angliei

Stema de arme a Ioanei de Navara ca regină consort

Primul ei soț a murit la 1 noiembrie 1399. Ea a rămas văduvă timp de patru ani și a servit ca regentă pentru fiul ei Ioan al VI-lea în timpul minoratului acestuia. Potrivit Encyclopædia Britannica, afecțiunea dezvoltată între Ioana și Henric Bolingbroke (viitorul rege Henric IV) în timp ce el era la curtea bretonă fiind izgonit din Anglia.
În 1403, Ioana a devenit cea de-a doua soție a lui Henric. Nu au avut copii însă a avut o relație bună cu copii lui Henric din prima căsătorie, adesea situându-se de partea viitorului Henric al V-lea în certurile acestuia cu tatăl său.
În timpul domniei lui Henric al V-lea, ea a fost acuzată că s-a folosit de vrăjitorie pentru a încerca să-l otrăvească. A fost condamnată în 1419 și închisă timp de aproximativ patru ani la castelul Pevensey din Sussex, Anglia. După asta, a trăit în liniște, la castelul Nottingham, de-a lungul domniei lui Henric al V-lea și a domniei fiului său, Henric al VI-lea. Este îngropată la Catedrala Canterbury, lângă Henric al IV-lea.